# Мэддокс, Авонте
Авонте Майкл Мэддокс (англ. Avonte Michael Maddox, 31 марта 1996, Детройт, Мичиган) — профессиональный американский футболист, выступающий на позиции корнербека в клубе НФЛ «Филадельфия Иглз».

## Биография
Авонте Мэддокс родился 31 марта 1996 года в Детройте, один из четырёх детей в семье Майкла Мэддокса и Мелани Джексон. В возрасте пяти лет он начал играть в бейсбол, с девяти лет — в футбол. Также Мэддокс занимался баскетболом. Он учился в старшей школе имени Мартина Лютера Кинга, где играл за команды по всем трём видам спорта. Интерес к нему проявляли скауты ряда клубов Главной лиги бейсбола, но в последние два года учёбы Авонте сосредоточился на футбольной карьере. Он играл на позициях слот-ресивера, раннинбека и корнербека. После выпуска Мэддокс принял предложение спортивной стипендии от Питтсбургского университета.

### Любительская карьера
Выступления в турнире NCAA Мэддокс начал в 2014 году. Он сыграл в тринадцати матчах команды на позиции корнербека, вторую часть сезона был игроком стартового состава. Кроме того, он был основным специалистом по возвратам начальных ударов. В 2015 году Мэддокс сыграл в основном составе во всех тринадцати матчах, став лидером «Питтсбург Пэнтерс» по количеству перехватов и сбитых передач. Сезон 2016 года он также закончил лучшим в команде в этих двух категориях, хотя сыграл только в десяти матчах. В 2017 году Мэддокс принял участие в десяти играх. Сезон он провёл в статусе одного из капитанов команды. По итогам года он стал обладателем командной награды, вручаемой выпускникам, добившимся выдающихся достижений в спорте.

#### Статистика выступлений в NCAA
| Сезон | Команда           | Игры | Захваты | Захваты | Захваты | Захваты | Захваты | Перехваты | Перехваты | Перехваты | Перехваты | Перехваты | Фамблы | Фамблы | Фамблы | Фамблы |
| Сезон | Команда           | Игры | Solo    | Ast     | Tot     | Loss    | Sk      | Int       | Yds       | Y/R       | TD        | PD        | FR     | Yds    | TD     | FF     |
| ----- | ----------------- | ---- | ------- | ------- | ------- | ------- | ------- | --------- | --------- | --------- | --------- | --------- | ------ | ------ | ------ | ------ |
| 2014  | Питтсбург Пэнтерс | 13   | 26      | 6       | 32      | 0,0     | 0,0     | 0         | 0         | 0,0       | 0         | 3         | 0      | 0      | 0      | 0      |
| 2015  | Питтсбург Пэнтерс | 13   | 52      | 23      | 75      | 1,0     | 0,5     | 3         | 30        | 10,0      | 1         | 12        | 0      | 0      | 0      | 0      |
| 2016  | Питтсбург Пэнтерс | 10   | 38      | 11      | 49      | 8,5     | 2,5     | 3         | 33        | 11,0      | 1         | 8         | 0      | 0      | 0      | 0      |
| 2017  | Питтсбург Пэнтерс | 10   | 20      | 7       | 27      | 4,0     | 4,0     | 2         | 2         | 2,0       | 0         | 11        | 1      | 0      | 0      | 3      |
| Всего | Всего             | 46   | 136     | 47      | 183     | 13,5    | 7,0     | 8         | 63        | 7,9       | 2         | 34        | 1      | 0      | 0      | 3      |

### Профессиональная карьера
Перед драфтом НФЛ 2018 года аналитик сайта Bleacher Report Мэтт Миллер сильными сторонами Мэддокса называл большой опыт игры в стартовом составе, уровень атлетизма выше среднего, подвижность, надёжные действия при захватах и высокую концентрацию при игре в прикрытии. Недостатками игрока назывались антропометрические данные, длительное время, затрачиваемое им на атаку на принимающего, технические ошибки, вызванные его желанием обыграть оппонента за счёт своего атлетизма.
На драфте Мэддокс был выбран клубом «Филадельфия Иглз» в четвёртом раунде под общим 125 номером. В дебютном сезон он получил возможность проявить себя после травм ряда игроков защиты команды. Всего он принял участие в тринадцати матчах, девять начал в стартовом составе «Иглз». На поле Мэддокс выходил на разных позициях, сыграв 109 снэпов на месте слот-корнербека, 295 снэпов фланговым корнербеком и 226 снэпов на месте фри сэйфти. Также его задействовали в составе специальных команд. В сторону прикрываемых им игроков было сделано всего 33 передачи, лучший результат в лиге среди корнербеков-новичков. В 2019 году он провёл на один матч меньше, в целом выступив хуже. Мэддокс допустил на 27 приёмов больше, а ресиверы соперников после ловли набрали 221 ярд против 60 ярдов в 2018 году. Причинами спада в его игре называли систему игры, используемую координатором защиты команды Джимом Шварцем и недостаток опыта у игроков секондари «Иглз». В 2020 году Мэддокса перевели на край поля, где он испытывал трудности. В регулярном чемпионате он сыграл 508 снэпов в защите, сделав 40 захватов и сбив три передачи. По оценкам сайта Pro Football Focus он занял шестое с конца места среди корнербеков по надёжности игры в прикрытии. Концовку сезона Мэддокс пропустил из-за травмы. В течение первых трёх лет карьеры различные повреждения вынудили его пропустить тринадцать матчей.

#### Статистика выступлений в НФЛ

##### Регулярный чемпионат
| Сезон | Команда          | Игры | Захваты | Захваты | Захваты | Захваты | Захваты | Перехваты | Перехваты | Перехваты | Перехваты | Перехваты | Фамблы | Фамблы | Фамблы | Фамблы |
| Сезон | Команда          | Игры | Solo    | Ast     | Tot     | Loss    | Sk      | Int       | Yds       | Y/R       | TD        | PD        | FR     | Yds    | TD     | FF     |
| ----- | ---------------- | ---- | ------- | ------- | ------- | ------- | ------- | --------- | --------- | --------- | --------- | --------- | ------ | ------ | ------ | ------ |
| 2018  | Филадельфия Иглз | 13   | 28      | 7       | 35      | 1       | 0,5     | 2         | 23        | 11,5      | 0         | 4         | 0      | 0      | 0      | 1      |
| 2019  | Филадельфия Иглз | 12   | 38      | 9       | 47      | 2       | 1,0     | 0         | 8         | 8,0       | 0         | 10        | 0      | 0      | 0      | 1      |
| 2020  | Филадельфия Иглз | 10   | 36      | 4       | 40      | 1       | 0,0     | 0         | 0         | 0,0       | 0         | 3         | 0      | 0      | 0      | 0      |
| Всего | Всего            | 35   | 102     | 20      | 122     | 4       | 1,5     | 2         | 31        | 15,5      | 0         | 17        | 0      | 0      | 0      | 2      |